# Diplotaxis pala
Diplotaxis pala är en skalbaggsart som beskrevs av Patricia Vaurie 1960. Diplotaxis pala ingår i släktet Diplotaxis och familjen Melolonthidae. Inga underarter finns listade i Catalogue of Life.